# Badens
Badens é uma comuna francesa na região administrativa de Occitânia, no departamento de Aude. Estende-se por uma área de 9,60 km². Em 2010 a comuna tinha 787 habitantes (densidade: 82 hab./km²).